# ICMA
Międzynarodowe Stowarzyszenie Rynków Kapitałowych (ICMA) – międzynarodowe stowarzyszenie mające na celu promocję wysokich standardów w zakresie praktyk rynkowych, odpowiednich regulacji, wsparcia handlu, edukacji i komunikacji. Poprzez promowanie akceptowanych przez środowiska międzynarodowe standardy, ICMA zajmuje się budowaniem zaufania na rynku papierów wartościowych. Jest ono zaangażowane w działania edukacyjne mające na celu podwyższenie standardów na międzynarodowym rynku kapitałowym. Stowarzyszenie to zajmuje się tworzeniem dokumentacji tyczącej się emisji akcji, długu, oraz transakcji repo. Zostało założone w roku 1969 w Zurychu jako Międzynarodowe Stowarzyszenie Handlarzy Obligacji (Association of International Bond Dealers - (AIBD), a pod dzisiejszą nazwą funkcjonuje od 2005 roku.
Pomimo nazwy sugerującej ogólnoświatowy zakres działalności, stowarzyszenie skupia się na krajach europejskich.